# ريفن
الاسم الرمزي ريفن (باليابانية: レイヴン، بالروماجي: Reivun)، عميل مخابرات دولي كان يعتبر ماهراً جداً وحديدي القلب. بعيداً عن الندب الذي يأخذ شكل "X" على وجهه، فإن تفاصيله مجهولة، بالرغم من أن الموقع الأوروبي لتيكن 6 قيل فيه أن ريفن كندي. ريفن دخل البطولة الخامسة لاستطلاع من وما الذي كان وراء الحدث. ظهر ريفن لأول مرة في فيلم الافتتاح لتيكن 5، حيث شاهد الهجوم على هون-مارو من قبل جاك-4 حين كان في مهمة للنظر في أمر ميشيما زايباتسو وجي كوربوريشن، وكذلك الانفجار التالي. يبدو أنه كان الأول في الإعلان عن موت هيهاتشي المفترض. بعد بطولة ملك القبضة الحديدية 5، واجه ريفن هيهاتشي، وقاتله. قبل أن يتحدد من المنتصر، استلم ريفن أوامر بالعودة إلى مقر القيادة، وكان عليه الانسحاب من المعركة. بعد تلك المواجهة، احتدت المعركة بين ميشيما زايباتسو وجي كوربوريشن. من أجل منع أي خسائر أخرى، أرسل ريفن للتحقيق في أمر ميشيما زايباتسو مرة أخرى بواسطة بطولة ملك القبضة الحديدية 6. ظهر ريفن أيضاً كنجم مساعد في صيغة حملة السيناريو في تيكن 6. ظهر ريفن أولاً كزعيم ويهزم على يد لارس ألكسندرسون وأليسا بوسكونوفيتش. بعد ذلك، يعود ريفن لمساعدة أليسا ولارس في الهرب من آلي NANCY هائج. حين تنقلب أليسا على لارس بأمر من جين كازاما، يصير ريفن مساعداً بالتحكم الآلي للارس في محل أليسا للمرحلتين الأخيرتين من الصيغة. ينضم ريفن إلى لارس في مطاردته لجين في الصحراء. مع مساعدته، استطاع لارس هزيمة أزازيل وأليسا. بعد أن هزم جين أزازيل نهائياً، ينضم إلى لارس مع جسد أليسا ليعود إلى شركة لي تشاولان للآليين. حاول لارس أن يشكر ريفن لمساعدته لكن ريفن يرفض قائلاً «غداً، قد نصير أعداء»، قبل رحيله عن لارس. بعد الاعتمادات، يعود ريفن إلى الموقع حيث معبد أزازيل حيث عثر على جسد جين كازاما النصف مدفون مرمياً على الرمال.
شعره المصبوغ مشابه لشخصية سيمون فينيكس من ديموليشن مان وملابسه السوداء، نظاراته الشمسية، وشخصيته تذكر بالشخصية العنوانية لبليد. لكن، حينما استفسرت إلكترونك جيمينغ مونثلي عما إذا كانت التشابهات متعمدة، قالت نامكو أنهم ببساطة أرادوا متدرب نينجوتسو حقيقي و«رجلاً أسود رائع» للشخصية وأن التشابهات كانت مجرد صدفة.
في فيلم 2010 تيكن، قام دارين هينسون بأداء دور ريفن. شارك ريفن في بطولة ملك القبضة الحديدية حيث هزم إيدي غوردو وقام بإعطاء جين بعض النصائح والتشجيعات قبل قتاله مع برايان فيوري.
ريفن أحد المقاتلين في ستريت فايتر X تيكن ويمكن اللعب به.

## وصلات خارجية
- تيكن ويكي
- تيكنبيديا الإنجليزية نسخة محفوظة 3 نوفمبر 2013 على موقع واي باك مشين.